# 比雅久航太
比亞喬航空工業公司（Piaggio Aero Industries）或稱比雅久航空工業公司是一家義大利的飛機製造公司，前身里纳尔多·比亚乔股份公司是世界最老的飛機製造商之一，其所生產的飛行器是航空史早期的象徵之一。總部位於義大利的熱那亞，約有1450名員工。

## 公司業務

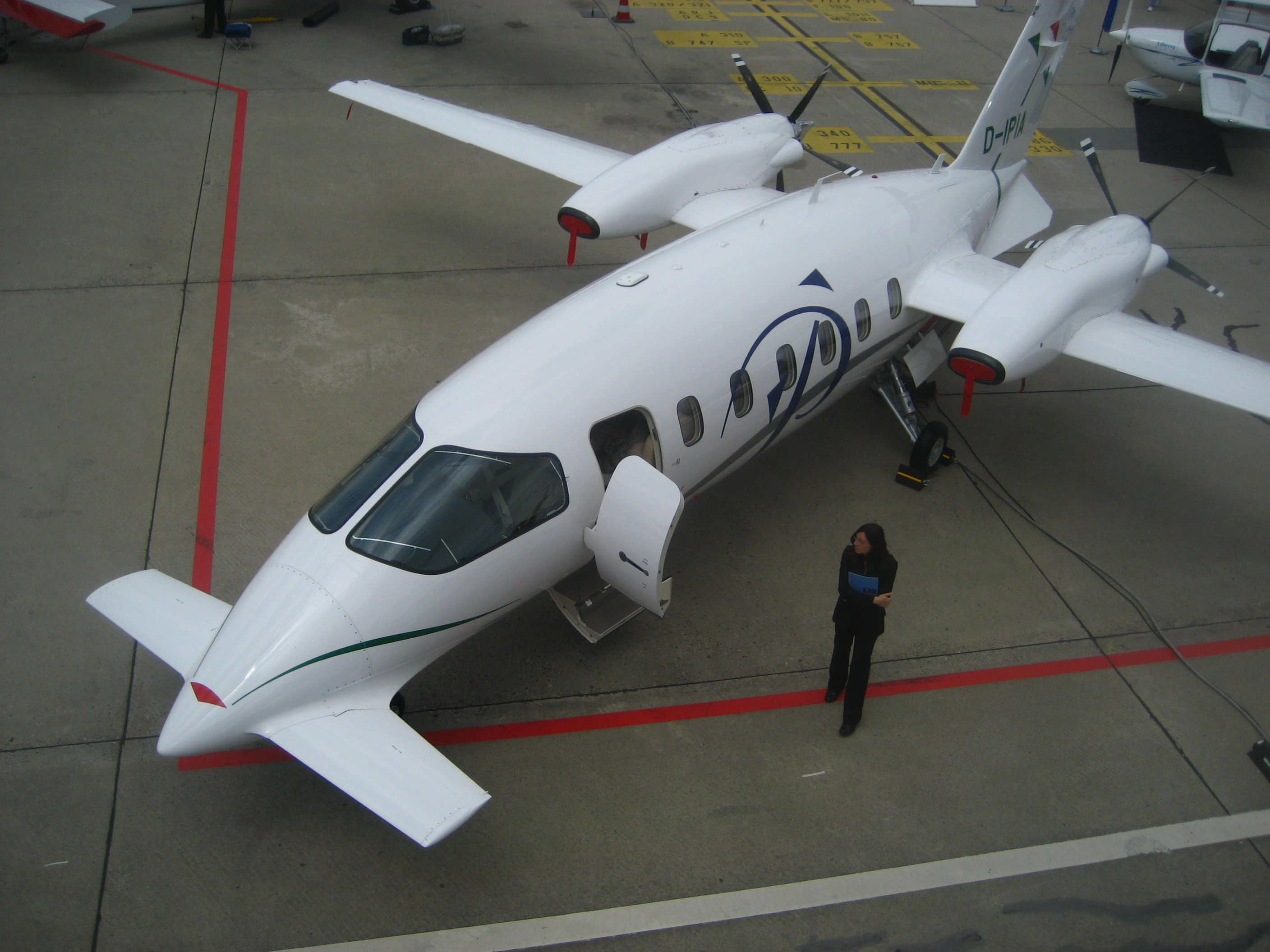
Piaggio P.180

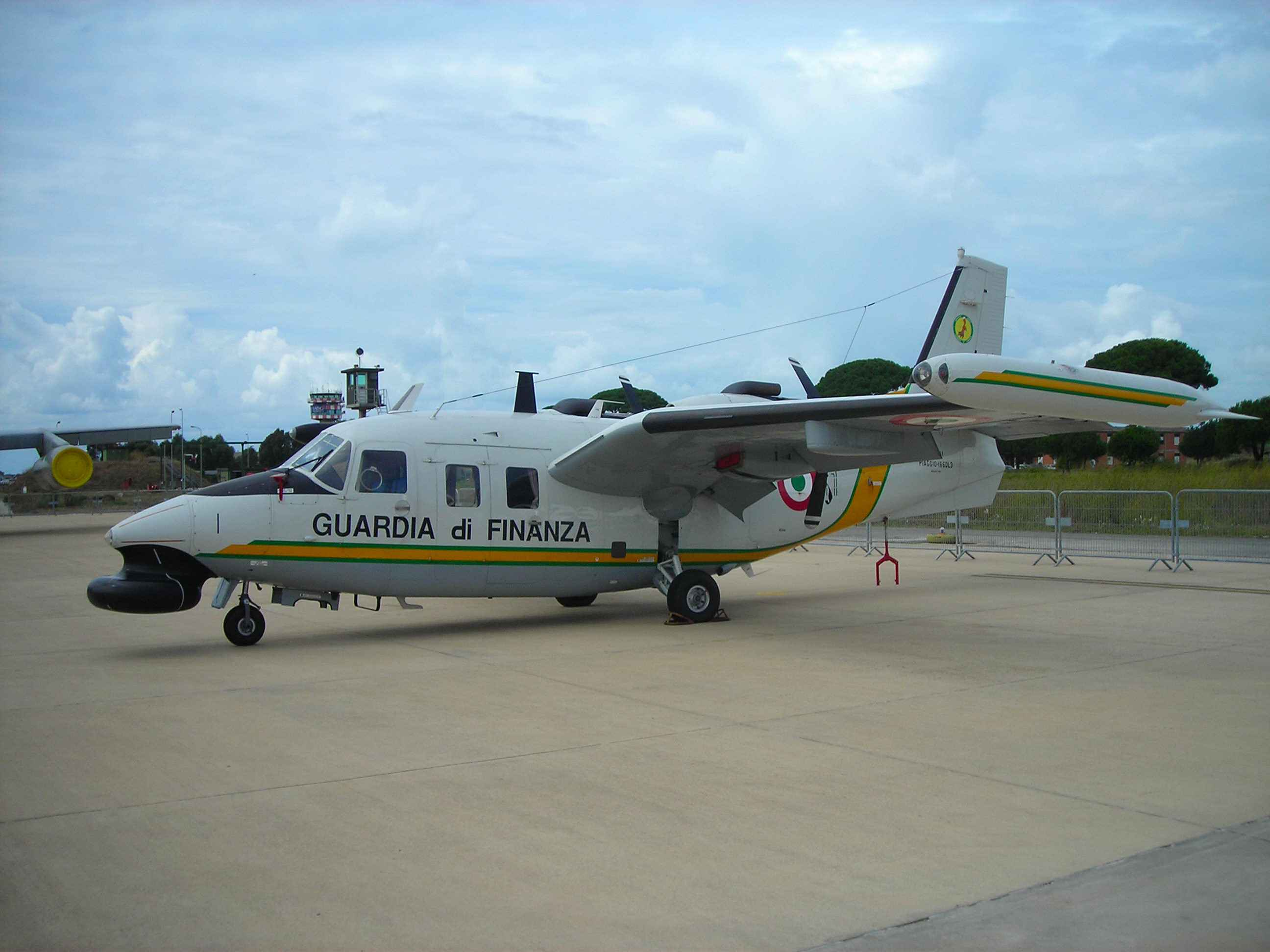
Piaggio P.166

- 飛機產品，目前提供的產品為P.180及P.166。
- 飛機引擎的零組件代工、最終組裝及維修服務。
- 部份機身製造。

## 公司據點
比亞喬航空工業在義大利有三個據點，分別為利古里亞大區的热那亚西塞斯特里、菲纳莱利古雷 及 坎帕尼亞大區的波佐利。
- 热那亚西塞斯特里：位在熱那亞國際機場內，負責飛行器的最後組裝及測試飛行。也提供JAR 145認證服務。
- 菲纳莱利古雷：負責飛機和引擎的零組件製造，飛機引擎的維修和檢查。
- 波佐利：研發中心。

在美國有個子公司，名為美國比亞喬，位於佛羅里達州的西棕櫚灘。

## 飛行器型號
- Piaggio P.2（單引擎低單翼單座戰鬥機）
- Piaggio P.3（四引擎雙翼夜間轟炸機）
- Piaggio P.6（水上飛機）
- Piaggio P.7（為了1929年史奈德盃所打造的高單翼水上飛機）
- Piaggio P.8（單引擎傘翼單座水上飛機）
- Piaggio P.9（單引擎高單翼雙座飛機）
- Piaggio P.10（單引擎雙翼三座水上飛機）
- Piaggio P.11（Blackburn Lincock的授權生產機型）
- Piaggio P.16（三引擎重型轟炸機）
- Piaggio P.23（四引擎商業運輸機）
- Piaggio P.23R（三引擎單翼比賽機）
- Piaggio P.32（雙引擎轟炸機）
- Piaggio P.50（四引擎重型轟炸機）
- Piaggio P.108（四引擎重型轟炸機）
- Piaggio P.111（高高度空域研究機）
- Piaggio P.119（單引擎單座戰鬥機）
- Piaggio P.136（兩棲飛行艇）
- Piaggio P.148（雙座 初級／特技 飛行教練機）
- Piaggio P.149（4～5座多用途／軍事聯絡機或者雙座教練機，又被稱為Focke-Wulf FWP-149D）
- Piaggio P.150（雙座教練機）
- Piaggio P.166（多用途輕型運輸機）
- Piaggio PD-808（雙噴射輕型運輸機）
- Piaggio P.180 Avanti（商務飛機）

## 外部連結
- 官方網站（英文／義大利文）（页面存档备份，存于）